# Răsboieni, Iași
Răsboieni este un sat în comuna Țibănești din județul Iași, Moldova, România.